# Kepelse Meule
De Kepelse Meule of Molen aan de Kapel is een voormalige windmolen aan de Herkenbosscherweg 34 in Roermond. Deze ronde stenen molen is ingericht als korenmolen en is als grondzeiler in 1882 gebouwd als vervanger van de houten standaardmolen van Leonard Janssen nabij de Bredeweg in Roermond die in 1880 is afgebrand. Enkele jaren na de bouw is de molen verhoogd tot beltmolen, waarbij de opbouw cilindrisch is gemaakt om de bestaande molenkap te kunnen gebruiken. Op 13 februari 1896 werd een aanvraag gedaan om een pakhuis te bouwen en daarin een koppel stenen te plaatsen aangedreven door een gasstoommotor, die later werd vervangen door een benzinemotor en nog later door een elektromotor.
In 1929 brak een roede, waarna de molen nog enige tijd op één roede draaide. Binnen een jaar werd de molen onttakeld en werden de vrijgekomen onderdelen te koop aangeboden. Het maalbedrijf werd nadien elektrisch aangedreven, de kap werd verwijderd en er werden drie silo's in het bovengedeelte aangebracht. In 1947 kwam er een elektrische hamermolen die een van de steenkoppels verving.
In de loop van 1950-60 werd de belt weer verwijderd.
Op 22 april 2012 is de molen na een restauratie opnieuw in bedrijf genomen als elektrisch maalbedrijf. De molen is in eigendom van de gemeente Roermond. Een vrijwillig molenaar onderhoudt de molen en er wordt regelmatig graan gemalen.